# Seleção Brasileira de Rugby Sevens Masculino
A Seleção Brasileira de Rugby Sevens representa o Brasil em torneios dessa modalidade de Rugby em competições internacionais. Governado pela Confederação Brasileira de Rugby (CBRu), o rugby sevens cresceu no país primariamente entre os jogadores de rugby union. Nos últimos anos, a seleção tem participado cada vez mais de torneios no cenário internacional e obtido resultados cada vez mais significativos. O país tem uma equipe masculina competitiva, mas a International Rugby Board (IRB) espera assegurar através de investimentos, que, com o país possuindo classificação automática para os Jogos Olímpicos de 2016, no Rio de Janeiro, a equipe possa competir de igual para igual com as principais potências na modalidade.
A seleção masculina não possui títulos. Seus melhores resultados são um vice-campeonato nas Eliminatórias para a Copa do Mundo, em 2004, no Chile, um terceiro posto nas edições de 2011, em Bento Gonçalves, no Rio Grande do Sul e 2013, no Rio de Janeiro, quando a seleção masculina conseguiu ganhar da Argentina pela primeira vez na história do esporte, com isso classificando o país à primeira disputa da modalidade nos Jogos Pan-americanos, naquele ano, em Guadalajara, no México e um terceiro lugar no Middlesex Charity Sevens de 2011. Quando participou do Torneio Pré-Qualificatório da Série Mundial de Sevens da IRB em sua primeira edição, em 2013, foi derrotado nas quartas-de-final, a uma vitória do London Sevens, etapa final do Qualificatório para a temporada de 2013-2014.
O Brasil já tem a classificação automática para os Jogos Olímpicos de Verão de 2016, no Rio de Janeiro, quando o Rugby volta a ser disputado nessa competição, por ser o país sede.
A seleção disputou vaga para a Copa do Mundo em três oportunidades, sem sucesso em nenhuma delas.

## Desempenho

### Copa do Mundo
| Ano  | Sede      | Posição            |
| ---- | --------- | ------------------ |
| 1993 | Escócia   | Não entrou         |
| 1997 | Hong Kong | Não entrou         |
| 2001 | Argentina | Não se classificou |
| 2005 | Hong Kong | Não se classificou |
| 2009 | Dubai     | Não se classificou |
| 2013 | Rússia    | Não se classificou |

### Circuito Mundial
| Ano     | Etapa                          | V | E | D | PF | PC  | Dif  | Pts | Final      |
| ------- | ------------------------------ | - | - | - | -- | --- | ---- | --- | ---------- |
| 1999-00 | Punta del Este                 | 0 | 0 | 4 | 24 | 152 | -128 | -   | -          |
| 1999-00 | Mar del Plata                  | 0 | 0 | 4 | 17 | 151 | -134 | -   | -          |
| 2001-02 | Santiago                       | 0 | 0 | 5 | 22 | 234 | -212 | -   | -          |
| 2001-02 | Mar del Plata                  | 0 | 0 | 5 | 27 | 128 | -101 | -   | -          |
| 2011-12 | Las Vegas                      | 0 | 0 | 5 | 17 | 183 | -166 | 1   | 23.º lugar |
| 2012-13 | Hong Kong (Pré-Qualificatório) | 1 | 1 | 2 | 67 | 63  | 4    | -   | Eliminado  |
| 2013-14 | Dubai                          | 0 | 0 | 5 | 31 | 118 | -87  | 3   | 16.º lugar |
| 2013-14 | Las Vegas                      | 0 | 0 | 5 | 47 | 161 | -114 | 3   | 16.º lugar |
| 2013-14 | Londres                        | 0 | 0 | 5 | 47 | 158 | -111 | 3   | 16.º lugar |
| 2015-16 | Vancouver                      | 0 | 0 | 5 | 19 | 130 | -111 | 3   | 17.º lugar |
| 2015-16 | Paris                          | 0 | 0 | 5 | 33 | 144 | -111 | 3   | 17.º lugar |
| 2015-16 | Londres                        | 0 | 0 | 5 | 24 | 130 | -106 | 3   | 17.º lugar |

### Campeonato Sul-Americano
| Ano  | Sede                | Posição  |
| ---- | ------------------- | -------- |
| 2006 | Assunção            | 5° lugar |
| 2007 | Viña del Mar        | 5° lugar |
| 2008 | Punta del Este      | 5° lugar |
| 2009 | São José dos Campos | 4° lugar |
| 2010 | Mar del Plata       | 4° lugar |
| 2011 | Bento Gonçalves     | 3° lugar |
| 2012 | Rio de Janeiro      | 5° lugar |
| 2013 | Rio de Janeiro      | 3° lugar |

### Jogos Sul-Americanos
| Ano  | Sede       | Posição  |
| ---- | ---------- | -------- |
| 2014 | Santiago   | 4° lugar |
| 2018 | Cochabamba | 4° lugar |

### Jogos Pan-Americanos
| Ano  | Sede        | Posição  |
| ---- | ----------- | -------- |
| 2011 | Guadalajara | 7° lugar |
| 2015 | Toronto     | 6° lugar |

### Jogos Olímpicos de Verão
| Ano  | Sede           | Posição   |
| ---- | -------------- | --------- |
| 2016 | Rio de Janeiro | 12° lugar |

## Elenco atual
Convocação para o Seven Punta 2019
| Jogador             | Apelido  | Equipe               | Posições |
| ------------------- | -------- | -------------------- | -------- |
| Lucas Müller        |          | Poli Rugby           |          |
| Stefano Giantorno   |          | São José Rugby Clube |          |
| André Arruda        | Buda     | Desterro             |          |
| Gustavo Albuquerque | Rambo    | Curitiba             |          |
| Matheus Cruz        | Cruz     | Jacarei Rugby        |          |
| Douglas Rauth       |          | Curitiba             |          |
| Robert Tenório      |          | Pasteur              |          |
| Lucas Drudi         | Drudi    | Jacarei Rugby        |          |
| Daniel Lima         | Maranhão | Poli Rugby           |          |
| Lucas Tranquez      | Zé       | Poli Rugby           |          |
| Ariel Rodrigues     | Ariel    | Poli Rugby           |          |
| Matheus Augusto     | Nego     | Jacarei Rugby        |          |